# Senaat (Bremen)

Vlag van de Senaat

De Senaat van de Vrije Hanzestad Bremen (Duits: Senat der Freien Hansestadt Bremen) is de landsregering van de Duitse stadstaat Bremen en tevens het gemeentebestuur van de stad Bremen. De stad Bremerhaven, die ook tot de deelstaat Bremen behoort, heeft een eigen gemeenteraad: de magistraat (Magistrat).
De Senaat zetelt in het stadhuis van Bremen aan de Bremer Marktplatz.

## De Senaat als landsregering
De Senaat is een soort ministerraad. Iedere senator heeft een ministerie (Senatsbehörde) onder zijn of haar hoede. De voorzitter van de Senaat (Präsident des Senats) fungeert als regeringsleider en is tevens de (eerste) burgemeester ((Erster) Bürgermeister) van Bremen. Zowel de Senaat als de (eerste) burgemeester worden door de Bremische Bürgerschaft (het parlement) uit haar midden gekozen voor de duur van vier jaar. Wanneer een lid van de Bürgerschaft in de Senaat gekozen wordt, moet hij zijn zetel in de Bürgerschaft opgeven.
Naast de verkozen senatoren kunnen ook nog een aantal staatsraden (Staatsräte) lid zijn van de Senaat. Zij hebben dezelfde bevoegdheden als een staatssecretaris. Staatsraden worden op voordracht van de senatoren verkozen, maar hun aantal mag niet groter zijn dan één derde van het aantal senatoren. De Bremer Senaat is, meer dan andere Duitse deelstaatregeringen, een staatsorgaan dat collegiaal werkt. Dat komt mede sterk tot uitdrukking door het feit dat de senaatspresident geen Richtlinienkompetenz heeft.

## Huidige samenstelling

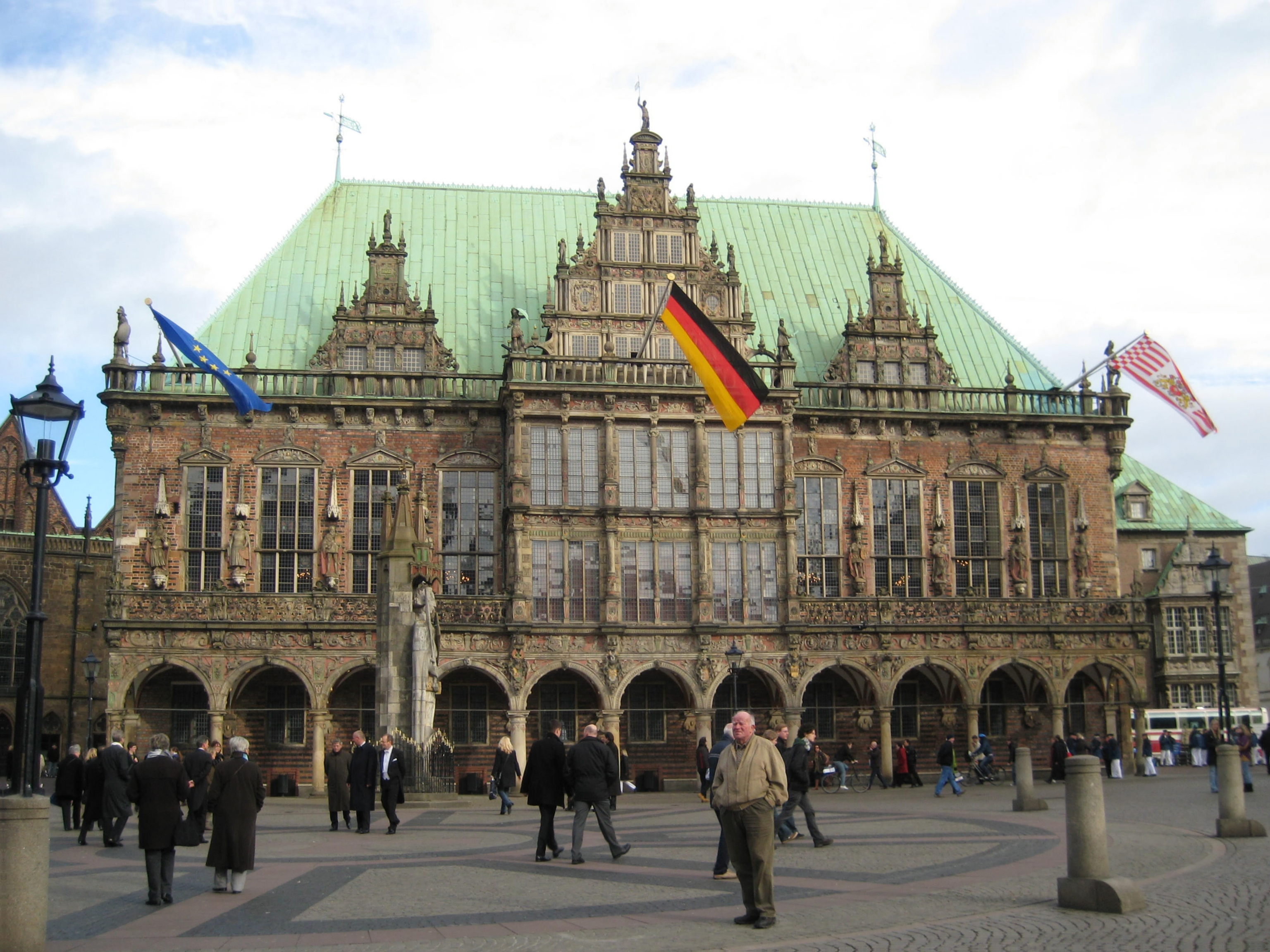
Het stadhuis van Bremen huisvest de Senaat

De meest recente verkiezing voor het parlement van Bremen vond plaats op 26 mei 2019. De CDU werd de grootste partij, maar de linkse partijen SPD en Bündnis 90/Die Grünen, die al sinds 2007 aan de macht zijn in Bremen, slaagden erin een regering te vormen met Die Linke. Deze Senaat trad aan in augustus 2019 en staat onder leiding van Andreas Bovenschulte.
| Senaat-Bovenschulte Sinds 15 augustus 2019                                            | Senaat-Bovenschulte Sinds 15 augustus 2019 | Senaat-Bovenschulte Sinds 15 augustus 2019 |
| Ambt (ministerie)                                                                     | Persoon                                    | Partij                                     |
| ------------------------------------------------------------------------------------- | ------------------------------------------ | ------------------------------------------ |
| (Eerste) Burgemeester / President van de Senaat Kerkelijke aangelegenheden en Cultuur | Andreas Bovenschulte                       | SPD                                        |
| (Tweede) Burgemeester Milieu, Bouw en Verkeer                                         | Maike Schaefer                             | Bündnis 90/Die Grünen                      |
| Financiën en Data privacy                                                             | Dietmar Strehl                             | Bündnis 90/Die Grünen                      |
| Gezondheid, Vrouwen en Consumentenbescherming                                         | Claudia Bernhard                           | Die Linke                                  |
| Binnenlandse Zaken                                                                    | Ulrich Mäurer                              | SPD                                        |
| Justitie en Wetenschappen                                                             | Claudia Schilling                          | SPD                                        |
| Onderwijs                                                                             | Claudia Bogedan                            | SPD                                        |
| Sociale Zaken, Jeugd, Integratie en Sport                                             | Anja Stahmann                              | Bündnis 90/Die Grünen                      |
| Economie, Werk en Europese Zaken                                                      | Kristina Vogt                              | Die Linke                                  |
| Gevolmachtige bij de Bondsraad en Europa                                              | Staatsrat Olaf Joachim                     | SPD                                        |

## Senaten sinds 1945
Hieronder een overzicht van de Senaten die Bremen sinds 1945 hebben bestuurd.
| Senaat        | Periode    | Partijen                              | President                   |
| ------------- | ---------- | ------------------------------------- | --------------------------- |
| Vagts         | 1945       | SPD, BDV, KPD                         | Erich Vagts (onafhankelijk) |
| Kaisen I      | 1945–1946  | SPD, BDV, KPD                         | Wilhelm Kaisen (SPD)        |
| Kaisen II     | 1946–1948  | SPD, BDV                              | Wilhelm Kaisen (SPD)        |
| Kaisen III    | 1948–1951  | SPD, BDV                              | Wilhelm Kaisen (SPD)        |
| Kaisen IV     | 1951–1955  | SPD, FDP, CDU                         | Wilhelm Kaisen (SPD)        |
| Kaisen V      | 1955–1959  | SPD, CDU, FDP                         | Wilhelm Kaisen (SPD)        |
| Kaisen VI     | 1959–1963  | SPD, FDP                              | Wilhelm Kaisen (SPD)        |
| Kaisen VII    | 1963–1965  | SPD, FDP                              | Wilhelm Kaisen (SPD)        |
| Dehnkamp      | 1965–1967  | SPD, FDP                              | Willy Dehnkamp (SPD)        |
| Koschnick I   | 1967–1971  | SPD, FDP                              | Hans Koschnick (SPD)        |
| Koschnick II  | 1971–1975  | SPD                                   | Hans Koschnick (SPD)        |
| Koschnick III | 1975–1979  | SPD                                   | Hans Koschnick (SPD)        |
| Koschnick IV  | 1979–1983  | SPD                                   | Hans Koschnick (SPD)        |
| Koschnick V   | 1983–1985  | SPD                                   | Hans Koschnick (SPD)        |
| Wedemeier I   | 1985–1987  | SPD                                   | Klaus Wedemeier (SPD)       |
| Wedemeier II  | 1987–1991  | SPD                                   | Klaus Wedemeier (SPD)       |
| Wedemeier III | 1991–1995  | SPD, Bündnis 90/Die Grünen, FDP       | Klaus Wedemeier (SPD)       |
| Scherf I      | 1995–1999  | SPD, CDU                              | Henning Scherf (SPD)        |
| Scherf II     | 1999–2003  | SPD, CDU                              | Henning Scherf (SPD)        |
| Scherf III    | 2003–2005  | SPD, CDU                              | Henning Scherf (SPD)        |
| Böhrnsen I    | 2005–2007  | SPD, CDU                              | Jens Böhrnsen (SPD)         |
| Böhrnsen II   | 2007–2011  | SPD, Bündnis 90/Die Grünen            | Jens Böhrnsen (SPD)         |
| Böhrnsen III  | 2011–2015  | SPD, Bündnis 90/Die Grünen            | Jens Böhrnsen (SPD)         |
| Sieling       | 2015–2019  | SPD, Bündnis 90/Die Grünen            | Carsten Sieling (SPD)       |
| Bovenschulte  | 2019–heden | SPD, Bündnis 90/Die Grünen, Die Linke | Andreas Bovenschulte (SPD)  |